# Вадуц
Ваду́ц (нем. Vaduz, по-немецки произносится [faˈduːts] или [faˈdʊts] или [vaˈduːts]) — столица княжества Лихтенштейн и место расположения национального парламента. В городе, расположившемся в верховье Рейна, проживает 5741 человек (январь 2022), большинство из которых являются католиками. Кафедральный собор города является резиденцией архиепископа Римско-католической церкви. Площадь — 17,3 км². Официальный код — 7001. Почтовый индекс — 9490.
Уступает по населению соседней общине Шан.

## Этимология
Город известен примерно с 1175/1200 года под названием «Фардуцес» (Faduzes); по одной версии, топоним, как и многие другие географические объекты в долине Рейна, имеет ретороманское происхождение и восходит к форманту -auadutg — «канал для мельниц и лесопильных заводов», который, в свою очередь, происходит от латинского -aquaeductus; согласно другой версии, название города происходит от латинского «Валлис-Дульцис» — «сладкая долина» (лат. vallis dulcis), поскольку расположен в долине с большим количеством виноградников.

## История
В исторических рукописях Вадуц впервые упоминается в XII веке под названием Фардуцес. Но всё же принято считать, что город был основан в XIII веке графом Верденбергским. В 1342 году выделилось самостоятельное графство с центром в Вадуце. В 1499 году графский замок был разрушен набегом швейцарцев.
Богатые богемские феодалы Лихтенштейны владели множеством земель, но все эти территории подчинялись богемской короне. Чтобы получить место в рейхстаге Священной Римской империи, князь Ханс Адам фон Лихтенштейн купил непосредственно подчинённые императору владение Шелленберг в 1699 году и графство Вадуц в 1712 году
После этой покупки указом императора Карла VI от 23 октября 1719 года синьория Шелленберг и графство Вадуц были объединены в княжество Лихтенштейн, первым князем которого и стал Антон Флориан фон Лихтенштейн. Княжеская семья обосновалась в старинном замке Вадуц, а одноимённый город вблизи него со временем приобрёл статус столицы княжества.

## Климат
| Показатель                    | Янв. | Фев. | Март | Апр. | Май  | Июнь | Июль | Авг. | Сен. | Окт. | Нояб. | Дек. | Год  |
| ----------------------------- | ---- | ---- | ---- | ---- | ---- | ---- | ---- | ---- | ---- | ---- | ----- | ---- | ---- |
| Средний суточный максимум, °C | 4,3  | 6    | 11,1 | 15,1 | 19,8 | 22,3 | 24,5 | 23,7 | 19,7 | 15,5 | 8,9   | 5,1  | 14,7 |
| Средняя температура, °C       | 0,7  | 2,1  | 6,3  | 9,9  | 14,4 | 17   | 19   | 18,4 | 14,9 | 10,9 | 5,2   | 1,8  | 10,1 |
| Средний суточный минимум, °C  | −2,7 | −1,7 | 2    | 5    | 9,4  | 12,3 | 14,2 | 14   | 10,7 | 6,8  | 1,8   | −1,3 | 5,9  |
| Норма осадков, мм             | 41   | 38   | 57   | 55   | 86   | 115  | 138  | 142  | 102  | 63   | 59    | 52   | 947  |
| Источник:                     |      |      |      |      |      |      |      |      |      |      |       |      |      |

## Население
| Годы | Население | Рождений | Смертей | Е.п | Сальдо | Рождаемость % | Смертность % | Е.п % | Сальдо % |
| ---- | --------- | -------- | ------- | --- | ------ | ------------- | ------------ | ----- | -------- |
| 1999 | 5 106     | 65       | 37      | 28  | -91    | 12,89         | 7,34         | 5,55  | -18,04   |
| 2000 | 5 043     | 42       | 37      | 5   | -121   | 8,52          | 7,51         | 1,01  | -24,56   |
| 2001 | 4 927     | 44       | 43      | 1   | 21     | 8,89          | 8,69         | 0,20  | 4,24     |
| 2002 | 4 949     | 47       | 49      | -2  | 91     | 9,33          | 9,73         | -0,40 | 18,06    |
| 2003 | 5 038     | 50       | 45      | 5   | -38    | 9,99          | 8,99         | 1,00  | -7,59    |
| 2004 | 5 005     | 44       | 35      | 9   | 39     | 8,71          | 6,93         | 1,78  | 7,72     |
| 2005 | 5 053     | 43       | 35      | 8   | -14    | 8,52          | 6,93         | 1,59  | -2,77    |
| 2006 | 5 047     | 49       | 36      | 13  | 10     | 9,66          | 7,10         | 2,56  | 1,97     |
| 2007 | 5 070     | 49       | 33      | 16  | 18     | 9,60          | 6,47         | 3,13  | 3,53     |
| 2008 | 5 104     | 47       | 36      | 11  | -4     | 9,20          | 7,04         | 2,15  | -0,78    |
| 2009 | 5 111     | 52       | 53      | -1  | 94     | 9,99          | 10,18        | -0,19 | 18,06    |
| 2010 | 5 204     | 32       | 52      | -20 | 23     | 6,15          | 9,99         | -3,84 | 4,42     |
| 2011 | 5 207     | 57       | 44      | 13  | 16     | 10,89         | 8,40         | 2,48  | 3,06     |
| 2012 | 5 236     |          |         |     |        |               |              |       |          |
| 2013 | 5 229     |          |         |     |        |               |              |       |          |

Bevölkerungsstatistik 31. Dezember 2012

## Инфраструктура
Помимо княжеского замка, который виден из любой точки города, главными достопримечательностями города также являются кафедральный собор св. Флорина, дом правительства и ратуша, которые демонстрируют разнообразную городскую архитектуру на различных этапах её истории.
В Вадуце находятся Национальная картинная галерея, Национальный музей и Музей современного искусства. Имеется также Почтовый музей и Музей лыж.
Вадуц является развитым туристическим центром Европы, несмотря на то, что является одной из немногих столиц мира, где нет ни аэропорта, ни железнодорожного вокзала. Ближайшая железнодорожная станция располагается в 2 км от Вадуца в городе Шан, там останавливаются в основном поезда железнодорожной ветки Букс (Швейцария) — Фельдкирх (Австрия). Однако в городе очень хорошо развито автобусное движение, а также налажена автобусная связь с ближайшими городами на крупных магистральных железнодорожных ветках.
В Вадуце базируется местный одноимённый футбольный клуб, который, как и другие в Лихтенштейне, играет в швейцарской футбольной лиге.

## Образование
- Университет Лихтенштейна

## Фотогалерея
- Вид на центр города, май 2008 года
- Вид на центр города, март 2014 года
- Вид сверху в марте 2014 года
- Июль 2012 года
- Июнь 2016 года
- Одна из улиц города в декабре 2013 года
- Июль 2011 года
- Панорама от июля 2007 года
- Замок Вадуц в августе 2004 года
- Панорама, составленная из нескольких изображений в январе 2009 года. На переднем плане находится Музей искусств Лихтенштейна. В верхней части изображения - Замок Вадуц
- Бывшая хлопчатобумажная прядильная фабрика, ныне Университет гуманитарных наук и частная школа. Февраль 2008 года
- Ландтаг и правительственные здания в июле 2010 года

## Города-побратимы
- Берн,  Швейцария
- Вена,  Австрия
- Берлин,  Германия
- Ла-Пас,  Боливия

## Известные уроженцы
- Шедлер, Альберт (1848—1922) — лихтенштейнский политический деятель, председатель ландтага Лихтенштейна.